# Bioma

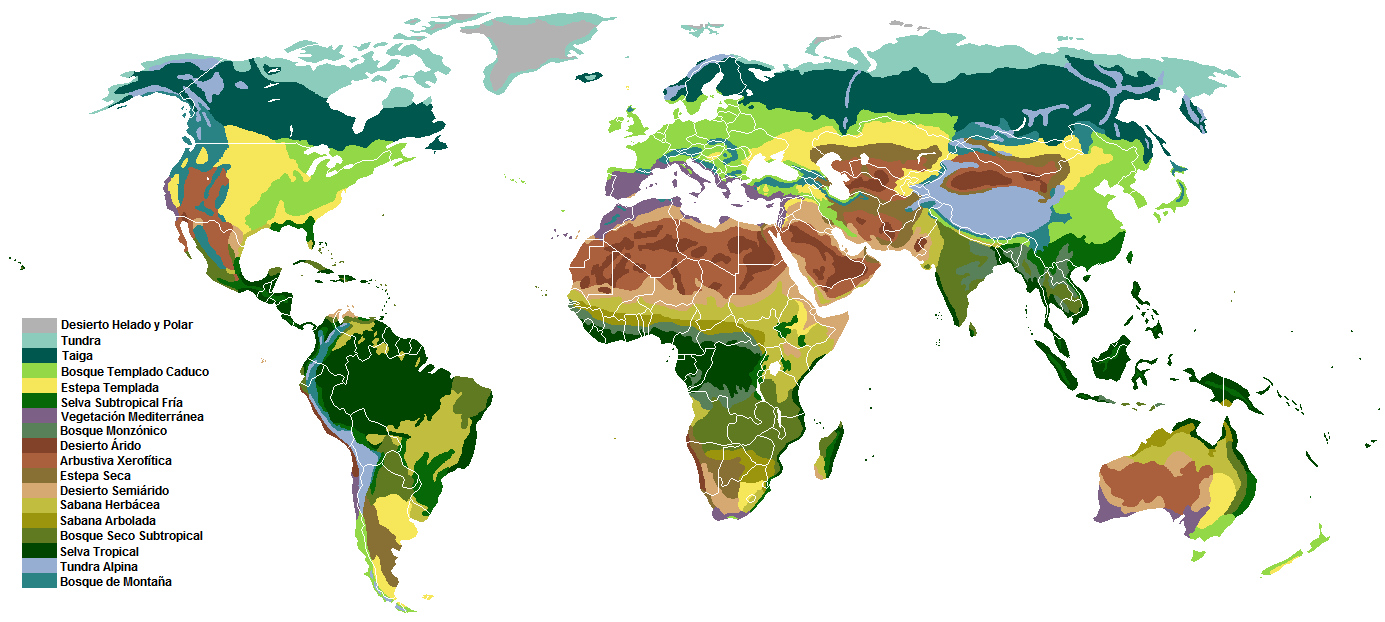
Biomas terrestres clasificados según vegetación.

Un bioma  (del griego «bios», vida), también llamado paisaje bioclimático o área biótica es una determinada parte del planeta que comparte el clima, flora y fauna. Un bioma es el conjunto de ecosistemas característicos de una zona biogeográfica que está definido a partir de su vegetación y de las especies animales que predominan. Es la expresión de las condiciones ecológicas del lugar en el plano regional o continental: el clima y el suelo determinan las condiciones ecológicas a las que responden las comunidades de plantas y animales del bioma en cuestión.
En función de la latitud, la temperatura, las precipitaciones y la altitud, en definitiva, y de las características básicas del clima, se puede dividir la tierra en zonas de características semejantes; en cada una de esas zonas se desarrolla una vegetación (fitocenosis) y una fauna (zoocenosis) que en cuando están relacionadas, definen un bioma, que comprende las nociones de comunidad y la interacción entre suelo, plantas y animales. 
Hay diferentes sistemas para la clasificación de biomas, que en general suelen dividir la tierra en dos grandes grupos —biomas terrestres y biomas acuáticos-, con un número no demasiado grande de biomas. A escala planetaria, la selva, la sabana, la estepa, el bosque y la tundra son los grandes biomas que caracterizan la biósfera y que tienen un reparto zonal, es decir, que no superan ciertos valores latitudinales. A escala regional o continental, los biomas son difíciles de definir, en parte porque existen diferentes patrones y también porque sus fronteras suelen ser difusas (véase el concepto de ecotono).
Los biomas a menudo son conocidos por sus nombres locales. Por ejemplo, un bioma del herbazal se conoce como pradera en Norteamérica, sabana en África, estepa en Asia, pampa en Sudamérica y veld en Sudáfrica.
Los biomas terrestres son descritos por la ciencia de la biogeografía. Por extensión, se habla de microbioma para designar la esfera de la vida microbiana.
El concepto de bioma no debe confundirse con otros conceptos similares como el de ecozona, hábitat o ecosistema. Las distintas ecorregiones del mundo se agrupan tanto en biomas como en ecozonas.

## Características
Los biomas son áreas definidas climática y geográficamente, con similares condiciones ecológicas, tales como las comunidades de plantas y animales, (que a menudo se nombran como ecosistemas). Los biomas están definidos por factores tales como la estructura de las plantas (árboles, arbustos y hierbas), los tipos de hojas (hoja ancha y hoja acicular o agujas), el espaciado de las plantas (cerrado, abierto) y el clima. A diferencia de las ecozonas, los biomas no están definidos por semejanzas genéticas, taxonómicas o históricas. Los biomas con frecuencia se identifican con patrones particulares de sucesión ecológica y vegetación clímax (casi-estado de equilibrio del ecosistema local). Un ecosistema tiene muchos biotopos y un bioma es un tipo mayor de hábitat. Un tipo principal de hábitats, sin embargo, es un compromiso ya que posee una falta de homogeneidad intrínseca. 
La biodiversidad característica de cada bioma, especialmente la diversidad de la flora y fauna, está en función de factores abióticos que determinan la productividad de la biomasa de la vegetación dominante. En los biomas terrestres, la diversidad de especies tiende a correlacionarse positivamente con la producción primaria neta, con la disponibilidad de humedad y con la temperatura.

### El factor climático
El bioma está caracterizado fundamentalmente por el clima. Fue de hecho la distribución zonal de los climas lo que llevó a poner de relieve la zonificación de las tierras a finales del siglo XIX, y después, los biomas.  
Los parámetros físicos particularmente involucrados son la temperatura y las precipitaciones. A su vez, la temperatura está determinada especialmente con la latitud y la altitud.  
- La latitud: A medida que nos movemos hacia latitudes altas, la temperatura media disminuye, Así quedan definidos los climas ecuatorial, tropical, subtropical, templado, subpolar y polar. Además en las zonas ecuatoriales las diferencias de temperatura a lo largo del año disminuyen.
- La altitud: En general, el aumento de la altitud causa una distribución de los tipos de hábitats similar al del aumento de la latitud. Así quedan determinados los tipos basal, premontano, montano, subalpino, alpino y nival.
- La precipitación: que determina los tipos húmedo, subhúmedo, semiárido y árido. Además, influyen la variación estacional —la lluvia puede estar distribuida uniformemente a lo largo del año o estar marcada por las variaciones estacionales. Además la estación lluviosa puede darse en verano, como en la mayoría de las regiones de la Tierra, o en invierno como en las regiones de clima mediterráneo. Las precipitaciones, además pueden inundar periódicamente ambas zonas definiendo un bioma adaptado a ese fenómeno.

Los sistemas de clasificación de los biomas más utilizados corresponden a la latitud (o la zonificación de temperaturas) y la humedad. De hecho, el agua y la temperatura —cuya distribución a escala global está en gran medida condicionada por la rotación de la Tierra sobre su eje— son los dos factores clave para el establecimiento de un clima que presentan, a escala global y continental, variaciones según la latitud. Esta distribución está, por tanto, en correlación con bandas de vegetación homogéneas. Estas bandas latitudinales fueron observadas por primera vez por Vasili Dokucháyev, padre de la edafología rusa, y se llamaron zonas (del griego «zonê» que significa cintura), lo que dio a luz al concepto de zonificación, fundamental en la geografía del medio natural. Así por ejemplo, la biodiversidad es creciente, en general, desde los polos al ecuador, ya sea desde un punto de vista animal o vegetal, como en el caso de la selva ecuatorial densa que es el bioma más rico y diverso.

### Conceptos similares
El término bioma a menudo suele confundirse con otros semejantes, como:
- Hábitat: área de condiciones ambientales uniformes que provee espacio vital a una población biológica.
- Biotopo: área de condiciones ambientales uniformes que provee espacio vital a un conjunto determinado de especies de flora y fauna (comunidad biológica).
- Ecosistema: es un bioma formado por una comunidad natural que se estructura con los componentes bióticos (seres vivos) y los componentes abióticos (hábitat).
- Ecozona: una parte de la superficie terrestre representativa de una unidad ecológica a gran escala, caracterizada por factores abióticos y bióticos particulares. Son grandes extensiones de la superficie de la tierra donde plantas y animales se desarrollan durante largos períodos de tiempo en relativo aislamiento, separados unos de otros por las características geológicas, tales como océanos, grandes desiertos, altas montañas o cordilleras, que forman barreras a la migración de plantas y animales.
- Biorregión: agrupaciones geográficas de ecorregiones que pueden abarcar varios tipos de hábitat, pero tienen fuertes afinidades biogeográficas, en particular en los niveles taxonómicos superiores al nivel de especie (género, familia) (definición del WWF).[4]
- Ecorregión o región ecológica: es un área geográfica relativamente grande que se distingue por el carácter único de su morfología, geología, clima, suelos, hidrología, flora y fauna.

### Organización
Un bioma, en general, agrupa más de un ecosistema y se puede clasificar dentro de niveles de organización biológica: 
- Biósfera: Nivel biológico máximo.
  - Bioma: Niveles mayores con características definidas.
    - Nivel de comunidad: Ecosistemas o biotopos, es decir, el conjunto de todos los seres vivos en determinado hábitat.
      - Nivel de población: formado por todos los individuos de la misma especie que pueden reproducirse entre sí, no así los pertenecientes a un mismo ecosistema separados por cualquier tipo de barrera natural.
        - Nivel de grupo: son asociaciones de individuos de la misma especie cuyo objetivo es reproducirse u obtener un beneficio común.
          - Nivel de organismo: recoge al ser vivo individual, por ejemplo, a un conejo.

El WWF organiza los grupos biológicos del siguiente modo:
- Biósfera
  - 8 ecozonas y 13 ecozonas marinas
    - 14 biomas terrestres, 12 biomas de agua dulce y 5 biomas marinos
      - 238 ecorregiones globales o biorregiones, bajo el sobrenombre de Global 200.[5]
        - 1.525 ecorregiones
          - Ecosistemas

## Principales biomas del mundo

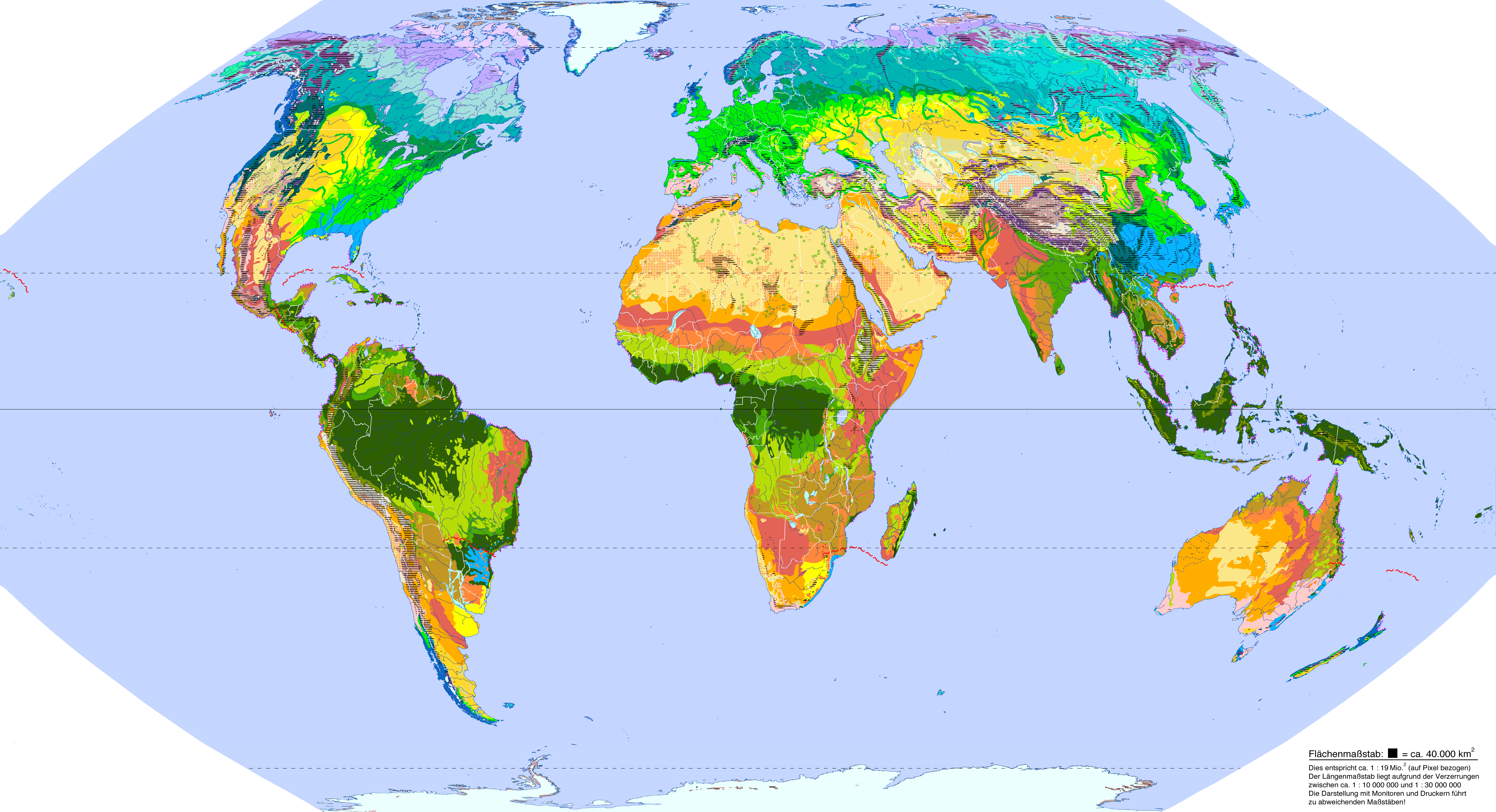
Biomas terrestres clasificados según vegetación

| Capa de hielo y glaciares                   | Taiga perennifolia                      | Semidesierto de invierno frío | Sabana seca                             |
| Desierto frío                               | Bosque subalpino de coníferas           | Desierto de invierno frío     | Matorral xerófilo y suculenta           |
| Tundra de liquen y musgo                    | Bosque templado lluvioso costero        | Vegetación esclerófila        | Bosque seco tropical y subtropical      |
| Tundra de hierba y arbusto enano            | Bosque mixto                            | Semidesierto cálido           | Sabana húmeda                           |
| Tundra alpina                               | Bosque templado de frondosas y ribereño | Desierto cálido               | Bosque monzónico tropical y subtropical |
| Bosque de frondosas-tundra y taiga ribereña | Estepa arbolada                         | Estepa y desierto de montaña  | Selva tropical y subtropical            |
| Taiga-tundra                                | Pradera y marisma                       | Bosque subtropical seco       | Selva de montaña                        |
| Taiga caducifolia                           | Estepa seca y matorral                  | Bosque subtropical húmedo     | Marisma y pantano                       |
| ≡ = Cordillera                              | ::: = Desierto sin vegetación           | ⋮¤⋮ = Oasis                   | Manglar                                 |

### Tundra
Las características primarias de esta región son temperaturas bajas (entre –15 °C y 5 °C) y gran brevedad de la estación favorable. La precipitación pluvial es más bien escasa (unos 300 mm al año), pero el agua no suele ser factor limitante, ya que el ritmo de evaporación es también muy bajo. 
Existe una tundra ártica, también llamada "desierto polar", que se extiende por encima de los 60° de latitud N y una "tundra antártica", por encima de los 50°S, que comprende la Antártida, las islas subantárticas y parte de la Patagonia.

### Bosque caducifolio y bosque mediterráneo

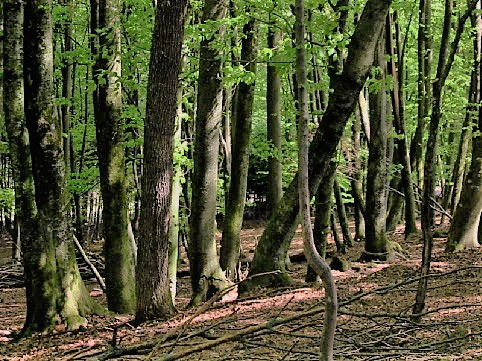
Un bosque de hojas anchas caducifolio.

Se da en pocas regiones del mundo: El sur de Europa, el norte de África, el sur de Estados Unidos y parte de Sudamérica (Centro de Chile y Argentina). Cuando las temperaturas son más templadas y la humedad más abundante y repartida a lo largo del año, el bosque de coníferas es sustituido por el bosque caducifolio. En el Hemisferio Norte este bioma está dominado por hayas, robles, avellanos, olmos, castaños y numerosos arbustos que generan un suelo profundo y fértil. En las zonas templadas, si la pluviosidad es baja y la estación seca muy marcada, se instala otro tipo de bosque, de hoja perenne y resistente a la sequía estival. Es el bosque mediterráneo, con vegetación xerófila, dominado en Europa por la encina, el alcornoque o el roble quejigo.
Clima de bosque caducifolio: Encontramos el bosque caducifolio en torno a los 35° 55° de latitud. El clima típico tiene un régimen térmico moderado, precipitaciones abundantes, y bien distribuidas a lo largo del año y 4 estaciones bien definidas. En el predominan los suelos pardos poco o nada lixiviados y con humus mull o moder (degradación del bosque a la pradera alpina). En las pendientes aparecen suelos ranker o rendzina, más o menos ácidos, causados por la erosión sobre roca madre carbonatada.

### Pradera
El bioma de la pradera se encuentra en parajes con lluvia de 300 a 1500 mm por año, cifra insuficiente para el sustento de un bosque, y superior a la normal en un desierto verdadero. Algunas praderas se han desertificado por la acción del hombre. Se encuentra terreno de prado en el interior de los continentes y son bien conocidas las praderas del occidente de Estados Unidos y las de Argentina, Uruguay y parte de la región sur del Brasil, Australia, Rusia meridional y Siberia. El suelo de las praderas es muy rico en capas por virtud del rápido crecimiento y descomposición de los vegetales, y muy apropiado para el crecimiento de plantas alimenticias como trigo y maíz. Otras de sus características pueden ser:
- Clima: La temperatura media diaria puede oscilar entre -20 a 29 °C, con una época de lluvia y otra de sequía. De acuerdo con Köppen pertenece a los tipos Aw, BS y Cw.

- Suelo: Generalmente es alcalino debido a que el movimiento del agua es generalmente hacia arriba.

- Vegetación: La vegetación predominante es de pastizales y plantas herbáceas. Los árboles, si los hay, están colocados en un solo estrato.

### Chaparral
El chaparral es también conocido como bosque mediterráneo. En las regiones del mundo de clima suave, con lluvias relativamente abundantes en invierno pero con veranos muy secos, la comunidad culminante incluye árboles y arbustos de hojas gruesas y duras. Este tipo de vegetación se llama "xerófila". Durante los veranos secos y calurosos es constante el peligro de fuego que puede invadir rápidamente los lomeríos del chaparral.
Las comunidades de chaparral son muy extensas en California y costa noroccidental de México, a lo largo del Mediterráneo, en Chile y a lo largo de la costa sur de Australia. La diversidad del chaparral, un medio ambiente bastante uniforme, soporta relativamente pocas especies, pero muchas de sus plantas producen bayas comestibles y dan vida a vastas poblaciones de insectos y lo que el chaparral pierde en diversidad lo gana en número de individuos. Algunos vertebrados residentes característicos son pequeños, ratas del bosque, ardillas listadas, lagartos y otros. Un ave característica del chaparral de California es el chochín herrerillo (Chamaea fasciata), una especie cuya área va más allá de los límites del chaparral.
En el Mediterráneo, aunque la diversidad animal residente no es grande, la de aves migratorias es muy grande ya que esta región queda a mitad del camino entre los trópicos y las zonas más templadas. Durante el verano, la población de aves es menor, encontrándose solamente algunas aves tropicales, adaptadas al hábitat arbustivo y a condiciones de aridez. Llegan al Mediterráneo en primavera para nidificar, abandonándolo antes del comienzo del invierno. Entre los visitantes invernales, predominan las paseriformes (tales como las currucas y zorzales) y los patos.

### Desierto

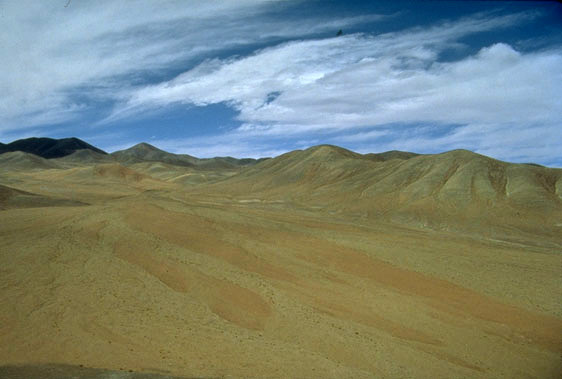
Desierto de Atacama.

El desierto se desarrolla en regiones con menos de 225 mm de lluvia anual. Lo característico de estas zonas es: 
- La escasez de agua y las lluvias, muy irregulares, cuando caen lo hacen torrencialmente. Además la evaporación es muy alta.
- La escasez de suelo, que es arrastrado por la erosión del viento, favorecida por la falta de vegetación.

Son poco productivos (menos de 500 g de carbono por año) y su productividad depende proporcionalmente de la lluvia que cae.
Algunos desiertos son cálidos, como el del Sahara, mientras que otros son fríos como el de Gobi. En algunos la lluvia es prácticamente inexistente, como en el de Atacama, en la cordillera de los Andes. Atacama está rodeado de altas montañas que bloquean la entrada de humedad desde el mar y favorecen la aparición de vientos catabáticos, secos y descendentes; este fenómeno se conoce como efecto Foehn. Otro mecanismo climático que forma desiertos en zonas cercanas a las costas es el ascenso de corrientes marinas frías cerca de los bordes continentales occidentales de África y América del Sur. El agua fría baja la temperatura del aire y son lugares en donde el aire desciende y no sopla hacia tierra. En el mar serán frecuentes las nieblas, pero en la tierra cercana no lloverá.
La vegetación se encuentra muy espaciada y las plantas suelen tener mecanismos repelentes para asegurar que en su cercanía no se sitúan otros ejemplares.
Hay cuatro formas principales de vida vegetal adaptadas al desierto: 
1. Plantas que sincronizan sus ciclos de vida, con los periodos de lluvia y crecen solo cuando hay humedad. Cuando llueve con intensidad suficiente, sus semillas germinan y con gran rapidez crecen las plantas y forman vistosas flores. Los insectos son atraídos por las flores y las polinizan al viajar de unas a otras. Muchos de estos insectos poseen también unos ciclos vitales muy cortos, adaptados a los de las plantas de las que se alimentan.
2. Matorrales de largas raíces que penetran en el suelo hasta llegar a la humedad. Se desarrollan especialmente en desiertos fríos. Sus hojas se suelen caer antes que la planta se marchite totalmente y de esta forma pasa a un estado de vida latente, hasta que vuelva a haber humedad en el subsuelo.
3. Plantas que acumulan agua en sus tejidos. Son de formas suculentas, como los cactus o las euforbias y tienen paredes gruesas, púas y espinas para protegerse de los fitófagos. Su rigidez es otra forma de protegerse contra la desecación producida por el viento.
4. Microflora, que permanece latente hasta que se producen buenas condiciones para su desarrollo.
La vida animal también ha desarrollado adaptaciones muy específicas para sobrevivir en un medio tan seco. Las excreciones de los animales que viven en el desierto contienen muy poca agua y muchos son capaces de obtener agua de los alimentos. Son de hábitos de vida nocturnos y durante el día permanecen en cuevas y madrigueras bajo tierra. 
El hombre ha desarrollado culturas que, con mucho ingenio, le han permitido vivir en los límites de los desiertos o en las mismas zonas desérticas.
Cuando el terreno desértico se riega, en los lugares en los que los suelos son adecuados, puede convertirse en uno de los sistemas agrícolas más productivos. Pero la puesta en cultivo de los terrenos áridos suele traer problemas de agotamiento de las fuentes de agua y salinización, como sucedió en las antiguas culturas mesopotámicas, si no se aplican sistemas para evitar esta dificultad. Para su explotación es necesario tener conocimientos del ecosistema y actuar en consecuencia.

### Taiga
Ocupa una franja de más de 1500 km de anchura en el hemisferio norte (América del norte, Europa y Asia) y también se encuentra en zonas montañosas.
Temperaturas invernales muy bajas (menos de -40 °C) y un verano relativamente corto. Escasez de agua (250 mm-500 mm anuales) y además permanece helada muchos meses.
- Vegetación: Está formado por coníferas (pinos, abetos), con troncos rectos y cubiertos por resina y hojas pequeñas semejantes a agujas.

### Estepa
La estepa es un bioma que comprende un territorio llano y extenso, de vegetación herbácea, propio de climas extremos y escasas precipitaciones. También se lo asocia a un desierto frío para establecer una diferencia con los desiertos tórridos. Estas regiones se encuentran lejos del mar, con clima árido continental, una gran amplitud térmica entre verano e invierno y precipitaciones que no llegan a los 500 mm anuales. Predominan las hierbas bajas y matorrales. El suelo contiene muchos minerales y poca materia orgánica; también hay zonas de la estepa con un alto contenido en óxido de hierro lo que le otorga una tonalidad rojiza a la tierra.
- Clima: Tiene un clima seco (semiárido). Temperaturas elevadas en verano y bajas en invierno, lo que da lugar a una gran amplitud térmica como antes se dijo. Las lluvias oscilan entre 250 y 500 mm anuales.
- Vegetación: es del tipo xerófila, es decir, plantas adaptadas a la escasez de agua, con raíces profundas en la parte inferior que buscan las napas de agua.

### Selva tropical
Las selvas tropicales ocupan extensas superficies cercanas al centro del Ecuador, Sudamérica, África, Asia y Oceanía, y prosperan en climas muy húmedos y calurosos, estando provistas no solo de lluvias abundantes, sino también de ríos caudalosos que experimentan crecidas violentas en otoño. Una selva de lluvia no es una "jungla". La jungla es una vegetación arbustiva muy densa que crece a lo largo de las riberas de los ríos.[cita requerida] Puede aparecer en tierra cuando la selva lluviosa ha sido talada por los humanos o por un evento natural como una inundación o un incendio. La mayor parte de las junglas se transforman en selvas lluviosas. Por lo tanto, la jungla es una selva húmeda.
- Vegetación: Grandes árboles y plantas trepadoras (lianas, orquídeas...)
- Clima: Cálido todo el año, con precipitaciones constantes y abundantes.
- Fauna: Gran variedad de vertebrados e invertebrados.
- Latitud: 0-5° latitud N y S (continua) y 5-10° de latitud Norte y Sur (discontinua).
- Número de especies: Es la zona que posee mayor número de organismos, tanto vegetales como animales. Sin embargo, hay que señalar que no abundan las especies animales de mediano y gran tamaño.

### Sabana
Las sabanas son praderas tropicales con una pequeña cantidad de árboles o arbustos dispersos. Se desenvuelven en regiones de alta temperatura, que tienen marcada diferencia entre las estaciones seca y húmeda. En la estación húmeda el crecimiento de las plantas es rápido, pero éstas se secan y bajan en calidad durante la estación seca. Las sabanas tropicales cubren áreas extensas en América del Sur, África, India, Sudeste Asiático y Australia Septentrional. 
El crecimiento animal y vegetal en la sabana tropical, depende de las distintas alteraciones periódicas. Los grandes animales emigran en busca de agua, y sus ciclos reproductivos corresponden a la disponibilidad de crecimiento de nuevas plantas. Muchos animales se reúnen en grandes manadas. Es necesario una gran área de producción fotosintética para alimentar a estos grandes animales. El fuego regular es importante para este ecosistema, de él depende el mantenimiento de las praderas en lugares donde las manadas no son tan numerosas.
- Vegetación: Hierbas, árboles dispersos (árboles de copa plana) y arbustos.
- Clima: Cálido, con dos estaciones, una seca y otra lluviosa.
- Fauna: Manadas de herbívoros, grandes carnívoros y carroñeros.

### Biomas acuáticos y arrecifes de coral

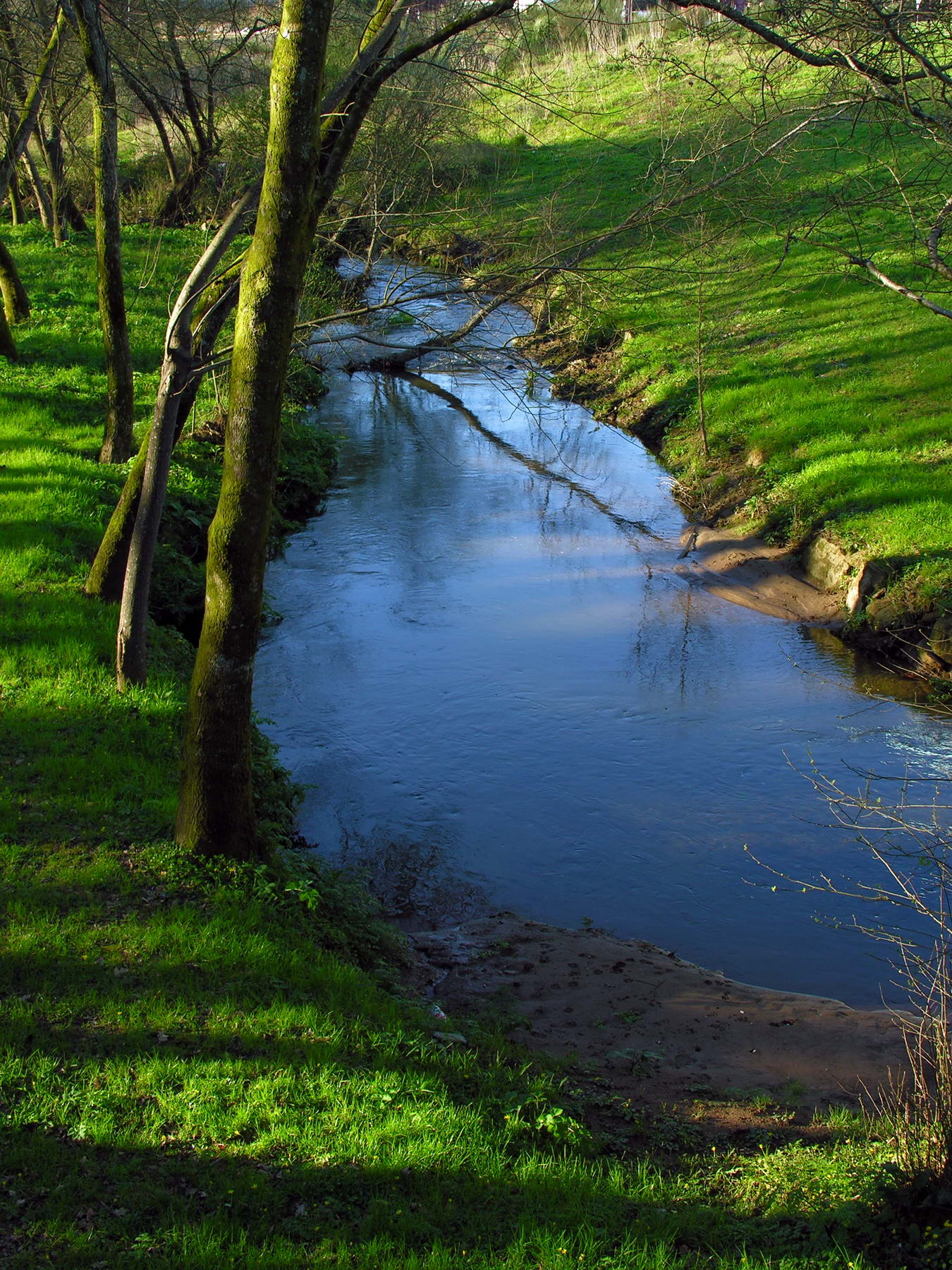
Río Sar en Galicia (España).

Los biomas acuáticos pueden ser marinos (agua salada) o dulceacuícolas (agua dulce). Los biomas marinos son básicamente el oceánico o pelágico y el litoral o nerítico, caracterizados por la diferente profundidad que alcanza el agua y por la distancia a la costa. La zona litoral se caracteriza por la luminosidad de sus aguas, escasa profundidad y abundancia de nutrientes. En ella se concentran algas, moluscos, equinodermos y arrecifes de coral. Las tortugas, focas y peces óseos son muy comunes en esta zona. La zona pelágica se caracteriza por tener una banda iluminada pero también grandes profundidades sin luz. En estas regiones los seres acuáticos se han adaptado a vivir sin ella y a estar sometidos a grandes presiones.

Los biomas dulceacuícolas son básicamente las aguas quietas (lénticas) de lagos y lagunas y las aguas corrientes (lóticas) de ríos y arroyos. De la superficie del planeta, el 70% de su superficie está ocupado por los océanos. Del restante 30%, que corresponde a tierras emergidas, un 11% de esa superficie se halla cubierto por hielo, lo que se puede clasificar como desierto helado, y el 10% lo ocupa la tundra.

### Manglar

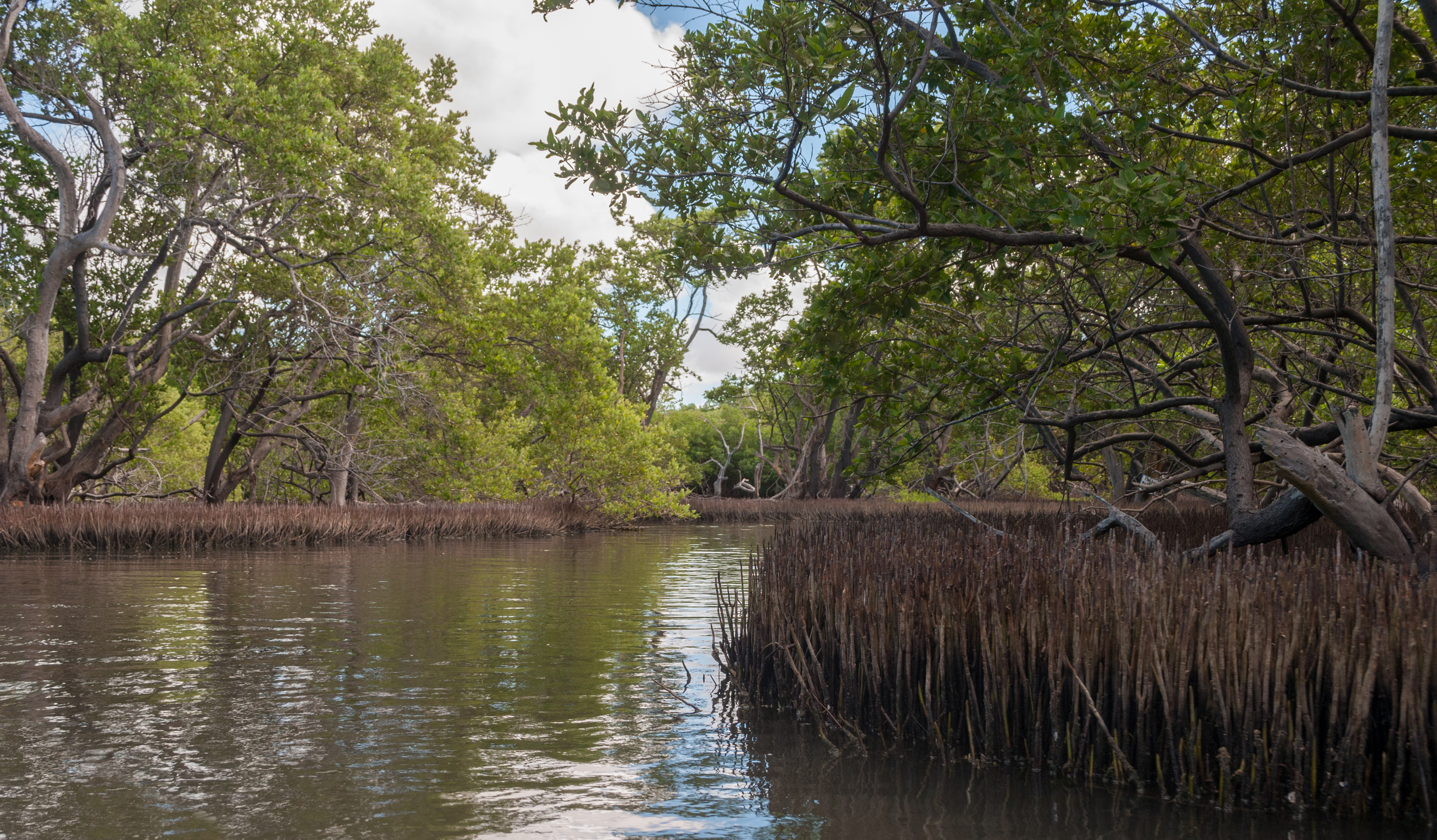
Manglares en el parque nacional Laguna de la Restinga

Los manglares son biomas de árboles que toleran la sal y crecen en las costas, donde baja y sube el nivel del mar. Estos árboles generan tierras firmes de forma natural al acumular partículas de arena y hojas de mangle en el suelo y cuando baja la marea formando tierras pantanosas.

## Clasificación
La necesidad de disponer de un sistema de clasificación de los biomas surgió después de la creación de los sistemas de clasificación de climas, que se basaban solamente en criterios meteorológicos como la pluviometría y la insolación. Las primeras clasificaciones bioclimáticas nacieron en la década de 1950 con la clasificación de Holdridge. Los sistemas de clasificación pioneros trataban de definir los biomas utilizando las mediciones climáticas. Después, en los años 1970 y 1980 se produjo un importante impulso para entender las relaciones entre estos parámetros y las propiedades energéticas de los ecosistemas, porque tales descubrimientos permitirían la predicción de las tasas de captura de energía y la transferencia entre los distintos componentes de los ecosistemas.
Un estudio de ese tipo fue realizado por Sims et al. (1978) sobre las praderas de América del Norte. El estudio encontró una correlación positiva entre la evapotranspiración, en mm/año y la producción primaria neta por encima del suelo en g/m²/año. Otros resultados generales del estudio fueron que la precipitación y el uso del agua llevan a la producción primaria sobre el terreno; que la radiación solar y la temperatura llevan a una producción primaria subterránea (raíces); y que la temperatura y el agua llevan a hábitats de crecimiento estacional de temporada fría y caliente. Estos resultados ayudan a explicar las categorías utilizadas en el sistema de bioclasificación de Holdridge, que luego fueron simplificados en la de Whittaker.
Las clasificaciones ecológicas se fueron haciendo cada vez más precisas y detalladas y varios países quisieron tener su propio sistema de clasificación. El número de sistemas de clasificación y la amplia variedad de los factores determinantes utilizados debe tomarse como un indicador de que no todos los biomas encajan perfectamente en los sistemas de clasificación creados y que las clasificaciones realizadas no son equivalentes, ya que los criterios elegidos para la definición de las zonas cumplen diferentes objetivos según sean los Estados o las organizaciones que los eligen. 
Así los Estados Unidos han establecido clasificaciones como la Clasificación Estándar de la vegetación nacional de los Estados Unidos («United States National Vegetation Classification Standard») en el marco de la Comisión para la Cooperación Ambiental («Commission de coopération environnementale») que ayudará a definir los biomas. 
Los biomas definidos son enumerados de manera precisa, lo que permite definir una política de protección precisa. Los lugares importantes para cada bioma fueron listados en bases de datos del tipo de la base europea Corine Biotopo («Corine Biotope»), hoy reemplazada por la del European Union Nature Information System (EUNIS). Los biomas utilizados por la Unión Europea figuran en el Mapa Digital de la Región Ecológica Europea («Digital Map European Ecological Region», DMEER) o por la Clasificación medioambiental de Europa (Environmental classification of Europe, CNE). A veces, todo un bioma puede ser objeto de protección, especialmente por la acción individual de una nación, mediante la elaboración de un Plan de Acción sobre la Biodiversidad («Biodiversity Action Plan», BAP).

### Sistema de Holdridge

Esquema de clasificación de zonas de vida de Holdridge («Life Zone Classification scheme»). La evapotranspiración potencial es la cantidad de evaporación que se producirían si el agua no estuviera limitada. La precipitación anual es de lluvia o nieve.

El Sistema de clasificación de Holdridge es un proyecto para la clasificación de las diferentes áreas terrestres según su comportamiento global bioclimático. Fue desarrollado por el botánico y climatólogo estadounidense Leslie Holdridge (1907-99) y fue publicado por vez primera en 1947 (con el título de Determination of World Plant Formations from Simple Climatic Data) y posteriormente actualizado en 1967 (Life Zone Ecology).
Utiliza el concepto de zona de vida y se basa en los siguientes factores: 
- La biotemperatura media anual (en escala logarítmica). En general, se estima que el crecimiento vegetativo de las plantas sucede en un rango de temperaturas entre los 0 °C y los 30 °C, de modo que la biotemperatura es una temperatura corregida que depende de la propia temperatura y de la duración de la estación de crecimiento, y en el que las temperaturas por debajo de la de congelación se toman como 0 °C, ya que las plantas se aletargan a esas temperaturas.
- La precipitación anual en mm (en escala logarítmica).
- La relación de la evapotranspiración potencial (EPT) —que es la relación entre la evapotranspiración y la precipitación media anual— es un índice de humedad que determina las provincias de humedad («humidity provinces»).

En este sistema las zonas biogeográficas se clasifican según los efectos biológicos de la temperatura y las precipitaciones en la vegetación, en el supuesto de que estos dos factores abióticos son los principales determinantes del tipo de vegetación que se encuentra en una zona. Holdridge utiliza 4 ejes (biotemperatura, precipitación, piso altitudinal y región latitudinal) para definir las llamadas 30 «provincias de humedad», que son claramente visibles en el diagrama de Holdridge. Ya que su clasificación ignora en gran medida el suelo y la exposición al sol, Holdridge reconoció que estos elementos, eran factores importantes, demasiado, en la determinación de los biomas.

### Esquema de clasificación de tipos de bioma de Whittaker
Robert Harding Whittaker (1920-80), ecólogo y botánico estadounidense, apreció la existencia de los tipos de bioma como una representación de la gran diversidad del mundo viviente, y vio la necesidad de establecer una manera sencilla de clasificar esos tipos de biomas. Whittaker basó su sistema de clasificación en dos factores abióticos: la temperatura y la precipitación. Su esquema puede considerarse como una simplificación del de Holdridge, más fácilmente accesible, pero quizás echando en falta la mayor especificidad que proporciona el de Holdrige. 
Whittaker basa su representación de los biomas mundiales en las dos anteriores afirmaciones teóricas, así como en una toma de muestras empíricas cada vez mayor de los ecosistemas mundiales. Whittaker se encontraba en una posición única para hacer tal afirmación holística ya que previamente había compilado una revisión de la clasificación de biomas.
Los conceptos clave para la comprensión del esquema de Whittaker son los siguientes:
- Fisonomía («physiognomy»): las características aparentes, rasgos externos o la apariencia de comunidades ecológicas o especies.
- Bioma («biome»): una agrupación de los ecosistemas terrestres en un continente dado, que son similares en estructura de la vegetación, fisonomía, características del medio ambiente y características de sus comunidades animales.
- Formación («formation»): una clase mayor de comunidad de plantas de un continente dado.
- Tipo de bioma («biome-type»): agrupación de biomas convergentes o formaciones de diferentes continentes; definidos por la fisonomía.
- Tipo de formación («formation-type»): agrupación de formaciones convergentes.

La distinción de Whittaker entre bioma y formación se puede simplificar: la formación se utiliza cuando se aplica sólo a las comunidades vegetales, mientras que el bioma se utiliza cuando se trata de plantas y animales. La convención de Whittaker de tipo de bioma o tipo de formación es simplemente un método más amplio para clasificar comunidades similares. Los tipos de bioma del mundo, mostrados en un mapa del mundo, se puede ver en el siguiente enlace: here Archivado el 13 de abril de 2009 en Wayback Machine.

#### Parámetros de Whittaker para la clasificación de los tipos de bioma
Whittaker, viendo la necesidad de disponer de una manera más sencilla de expresar la relación de la estructura de la comunidad con el medio ambiente, utiliza lo que él llamó «análisis de gradiente» («gradient analysis») de patrones de ecoclinas para relacionar las comunidades con el clima a una escala mundial. Whittaker considera cuatro grandes ecoclinas en el reino terrestre:
- 1. Niveles intermareales: el gradiente de humedad de las áreas que están expuestas a la alternancia de agua y sequedad, con intensidades que varían según la localización de marea baja a alta.
- 2. Gradiente de humedad climática.
- 3. Gradiente de temperatura por altitud.
- 4. Gradiente de temperatura por latitud.

A lo largo de estos gradientes, Whittaker encontró varias tendencias que le permitieron establecer cualitativamente los tipos de bioma. 
- El gradiente va de favorable a extremo con cambios correspondientes en la productividad.
- Los cambios en la complejidad fisonómica varían con la favorabilidad del medio ambiente (decreciendo la estructura de la comunidad y reducción de la diferenciación de estratos cuando el medio ambiente es menos favorable).
- Las tendencias en la diversidad de la estructura siguen las tendencias en la diversidad de las especies; la diversidad de especies alfa y beta decrece desde ambientes favorable a extremos;
- Cada forma de crecimiento (es decir, hierbas, arbustos, etc) tiene su lugar característico de máxima importancia a lo largo de las ecoclinas.
- Las mismas formas de crecimiento puede ser dominante en entornos similares en muy diferentes partes del mundo.

Whittaker resume los efectos de los gradientes (3) y (4) disponiendo un gradiente de temperatura conjunto y combina este con el gradiente de humedad (2), para expresar las conclusiones anteriores en lo que se conoce como el Esquema de Clasificación de Whittaker («Whittaker Classification Scheme»). El esquema representa gráficamente la precipitación media anual (eje x) versus la temperatura media anual (eje Y) para clasificar los tipos de biomas.

### Sistema de Walter
El sistema de clasificación de Heinrich Walter fue desarrollada por Heinrich Walter, un ecologista alemán. Se diferencia tanto de los regímenes de Holdridge y Whittaker porque tiene en cuenta la estacionalidad de la temperatura y las precipitaciones. El sistema, también basado en la precipitación y temperatura, encuentra 9 grandes biomas, cuyos rasgos más importantes de clima y tipos de vegetación se resume en el cuadro adjunto. Los límites de cada bioma se correlacionan con las condiciones de humedad y frío que son determinantes importantes de la forma de las plantas y, por tanto, de la vegetación que define la región. 
| Tipo               | Clima                                                       | Vegetación                                                                            |
| ------------------ | ----------------------------------------------------------- | ------------------------------------------------------------------------------------- |
| I. Ecuatorial      | Siempre húmedo y carente de temperatura estacionales        | Bosque de lluvia tropical siempreverde;                                               |
| II. Tropicales     | Temporada de verano lluviosa e "invierno" más fríos y secos | Bosque estacionales, matorral o sabana;                                               |
| III. Subtropical   | Altamente estacional, clima árido                           | Vegetación del desierto con una superficie expuesta considerable;                     |
| IV. Mediterráneo   | Estación de invierno de lluvias y un verano con sequía      | Esclerofilos (adaptado a la sequía), matorrales y bosques sensibles a las heladas;    |
| V. Templado cálido | Heladas ocasionales, a menudo con lluvias máximas de verano | Bosque templado siempreverde, poco sensible a las heladas;                            |
| VI. Nemoral        | Clima moderado con heladas invernales                       | Bosque templado, caducifolio, resistente a las heladas;                               |
| VII. Continental   | Árido, con veranos cálidos o calientes e inviernos fríos    | Pastizales y desiertos templados;                                                     |
| VIII. Boreal       | Templada fría, con veranos frescos e inviernos largos       | Siempreverde, con bosques de aguja resistentes a las heladas (taiga);                 |
| IX. Polar          | Veranos frescos muy cortos y largos inviernos muy fríos     | Vegetación baja, perenne sin árboles, creciendo en suelos permanentemente congelados. |

### Sistema de Bailey
Robert G. Bailey casi desarrolló un sistema de clasificación biogeográfica para los Estados Unidos en un mapa publicado en 1976. Bailey posteriormente amplió el sistema para incluir el resto de América del Sur en 1981 y en el mundo en 1989. El sistema de Bailey se basa en el clima y está dividido en siete dominios (polar, templado húmedo, seco, húmedo y húmedo tropical), con otras divisiones basadas en otras características climáticas (subártica, cálido templado, caliente templado y subtropical; marinos y continental; tierras bajas y montaña).
| Dominio                                                | División                                                       | Provincia                                                  |
| ------------------------------------------------------ | -------------------------------------------------------------- | ---------------------------------------------------------- |
| 100 Dominio Polar («Polar Domain»)                     | 120 División Tundra                                            | M120 División Tundra - Provincias de montaña               |
| 100 Dominio Polar («Polar Domain»)                     | 130 División Subártico                                         | M130 División Subártico - Provincias de montaña            |
| 200 Dominio Húmedo Templado («Humid Temperate Domain») | 210 División continental cálida («Warm Continental Division»)  | M210 División continental cálida - Provincias de montaña   |
| 200 Dominio Húmedo Templado («Humid Temperate Domain») | 220 División continental caliente («Hot Continental Division») | M220 División continental caliente - Provincias de montaña |
| 200 Dominio Húmedo Templado («Humid Temperate Domain») | 230 División subtropical                                       | M230 División subtropical - Provincias de montaña          |
| 200 Dominio Húmedo Templado («Humid Temperate Domain») | 240 División Marina («Marine Division»)                        | M240 División Marina - Provincias de montaña               |
| 200 Dominio Húmedo Templado («Humid Temperate Domain») | 250 División Praderas («Prairie Division»)                     |                                                            |
| 200 Dominio Húmedo Templado («Humid Temperate Domain») | 260 División del Mediterráneo («Mediterranean Division»)       | M260 División del Mediterráneo o - Provincias de montañas  |

### Sistema del WWF
Un equipo de biólogos convocado por el Fondo Mundial para la Naturaleza (WWF) ha desarrollado un sistema de clasificación ecológico en el que se identificaron los llamados «tipos principales de hábitat» («Major Habitat Types», semejantes a los biomas) después de analizar las 867 ecorregiones terrestres en que se dividió la Tierra. Cada una de esas ecorregiones terrestres tiene un número de identificación o EcoID, con un formato del tipo XXnnNN (en el que XX es la Ecozona, nn es el número del bioma y NN es el número individual de la ecorregión). Esta clasificación se utiliza para definir la lista Global 200 de las ecorregiones identificadas por el WWF como prioridades para la conservación. 
El WWF organiza los biomas en dos grandes grupos, los biomas terrestres y los marinos, y los terrestres, a su vez, en dos subgrupos, los biomas terrestres propiamente y los biomas de agua dulce. Aunque existen biomas marinos, responden mucho menos a los criterios de zonificación —debido a las grandes corrientes que atraviesan los océanos a todos los niveles de profundidad— y son más difíciles de definir en el espacio. En el sentido de bioma según ha sido definido, el estudio de los ambientes acuáticos recaería preferentemente en la oceanografía —estudio de los mares— o de la limnología —estudio de las aguas dulces—. 
El WWF ha identificado 14 tipos de hábitat principales terrestres, 12 de aguas dulces y 7 marinos. Los terrestres se recogen en el siguiente mapa y todos ellos la tabla correspondiente (el código de colores no posee una norma que lo unifique por lo que se adecúa al mapa adjunto).

Biomas según la WWF.

| Grupo      | Subgrupo                       | Id. | Denominación                                                  | Denominación en inglés                                        | Clima                                                                    | N.º ecorregiones     |
| ---------- | ------------------------------ | --- | ------------------------------------------------------------- | ------------------------------------------------------------- | ------------------------------------------------------------------------ | -------------------- |
| Terrestres | Terrestres                     | 01  | Bosque húmedo tropical y subtropical de frondosas             | Tropical and subtropical moist broadleaf forests              | Tropical y subtropical, húmedo                                           | 231 ecorregiones     |
| Terrestres | Terrestres                     | 02  | Bosque seco tropical y subtropical de frondosas               | Tropical and subtropical dry broadleaf forests                | Tropical y subtropical, semihúmedo                                       | 59 ecorregiones      |
| Terrestres | Terrestres                     | 03  | Bosque subtropical de coníferas                               | Tropical and subtropical coniferous forests                   | tropical y subtropical, semihúmedo                                       | 17 ecorregiones      |
| Terrestres | Terrestres                     | 04  | Bosque templado de frondosas y mixto                          | Temperate broadleaf and mixed forests                         | Templado, húmedo                                                         | 84 ecorregiones      |
| Terrestres | Terrestres                     | 05  | Bosque templado de coníferas                                  | Temperate coniferous forests                                  | Templado frío, húmedo                                                    | 52 o 53 ecorregiones |
| Terrestres | Terrestres                     | 06  | Bosque boreal/ Taiga                                          | Boreal forests/taiga                                          | Subártico, húmedo                                                        | 28 ecorregiones      |
| Terrestres | Terrestres                     | 07  | Praderas, sabanas y matorrales tropicales y subtropicales     | Tropical and subtropical grasslands, savannas, and shrublands | Tropical y subtropical, semiárido                                        |                      |
| Terrestres | Terrestres                     | 08  | Praderas, estepas y matorrales templados                      | Temperate grasslands, savannas, and shrublands                | templado, semiáridas                                                     |                      |
| Terrestres | Terrestres                     | 09  | Praderas y sabanas inundadas                                  | Flooded grasslands and savannas                               | templado a tropical, agua dulce o salobre inundadas                      | 26 ecorregiones      |
| Terrestres | Terrestres                     | 10  | Praderas y matorrales de montaña                              | Montane grasslands and shrublands                             | clima alpino o de montaña                                                | 50 ecorregiones      |
| Terrestres | Terrestres                     | 11  | Tundra                                                        | Tundra                                                        | Ártico                                                                   | 37 ecorregiones      |
| Terrestres | Terrestres                     | 12  | Bosque y matorral mediterráneo                                | Mediterranean forests, woodlands, and scrub                   | templado cálido, semihúmedo a semiárido con precipitaciones de invierno) | 39 a 50 ecorregiones |
| Terrestres | Terrestres                     | 13  | Desierto y matorral xerófilo                                  | Deserts and xeric shrublands                                  | Templado a tropical, árido                                               | 99 ecorregiones      |
| Terrestres | Terrestres                     | 14  | Manglar                                                       | Mangrove                                                      | subtropical y tropical, inundados de agua salada                         | 50 ecorregiones      |
| Terrestres | Aguas dulces                   | -   | Grandes lagos                                                 | Large lakes                                                   | -                                                                        | 4 ecorregiones       |
| Terrestres | Aguas dulces                   | -   | Grandes deltas                                                | Large river deltas                                            | -                                                                        | 6 ecorregiones       |
| Terrestres | Aguas dulces                   | -   | Aguas dulces polares                                          | Polar freshwaters                                             | -                                                                        |                      |
| Terrestres | Aguas dulces                   | -   | Aguas dulces de montaña                                       | Montane freshwaters                                           | -                                                                        |                      |
| Terrestres | Aguas dulces                   | -   | Ríos costeros templados                                       | Temperate coastal rivers                                      | -                                                                        |                      |
| Terrestres | Aguas dulces                   | -   | Llanuras de inundación y humedales templados                  | Temperate floodplain rivers and wetlands                      | -                                                                        |                      |
| Terrestres | Aguas dulces                   | -   | Ríos templados aguas arriba                                   | Temperate upland rivers                                       | -                                                                        | 5 ecorregiones       |
| Terrestres | Aguas dulces                   | -   | Ríos costeros tropicales y subtropicales                      | Tropical and subtropical coastal rivers                       | -                                                                        |                      |
| Terrestres | Aguas dulces                   | -   | Llanuras de inundación y humedales tropicales y subtropicales | Tropical and subtropical floodplain rivers and wetlands       | -                                                                        |                      |
| Terrestres | Aguas dulces                   | -   | Ríos tropicales y subtropicales aguas arriba                  | Tropical and subtropical upland rivers                        | -                                                                        |                      |
| Terrestres | Aguas dulces                   | -   | Aguas xéricas y cuencas endorreicas                           | Xeric freshwaters and endorheic basins                        | -                                                                        | 3 ecorregiones       |
| Terrestres | Aguas dulces                   | -   | Islas oceánicas                                               | Oceanic islands                                               | -                                                                        |                      |
| Marinos    | Costa y plataforma continental | -   | Polar                                                         | Polar                                                         | -                                                                        | 3 ecorregiones       |
| Marinos    | Costa y plataforma continental | -   | Plataformas templadas y mar                                   | Temperate shelves and sea                                     | -                                                                        | 9 ecorregiones       |
| Marinos    | Costa y plataforma continental | -   | Surgencias templadas                                          | Temperate upwelling                                           | -                                                                        | 5 ecorregiones       |
| Marinos    | Costa y plataforma continental | -   | Surgencias tropicales                                         | Tropical upwelling                                            | -                                                                        | 5 ecorregiones       |
| Marinos    | Costa y plataforma continental | -   | Coral tropical                                                | Tropical coral                                                | -                                                                        | 22 ecorregiones      |
| Marinos    | Mar abierto y profundo         | -   |                                                               | Open & Deep Sea                                               |                                                                          |                      |

La forma de clasificar las ecorregiones del WWF responde al siguiente esquema:
|          | Dominio («Realms»)    | Tipos de hábitat principales «Major Habitat Types» |                           | Ecorregiones       | Ecosistemas (biotopos) |
| Biosfera | Ecozonas (8)          | Biomas terrestres (14)                             | -                         | Ecorregiones (867) |                        |
| Biosfera | Ecozonas (8)          | Biomas acuáticos (12)                              | -                         | Ecorregiones (426) |                        |
| Biosfera | Ecozonas marinas (13) | Biomas plataforma continental (5)                  | (Provincias Marinas) (62) | Ecorregiones (232) |                        |
| Biosfera | Ecozonas marinas (13) | Biomas mar abierto y profundo                      |                           |                    |                        |
| Biosfera | Biomas endolíticos    |                                                    |                           |                    |                        |

### Zonas ecológicas de la FAO
La Organización para la Alimentación y la Agricultura (FAO) de las Naciones Unidas, ha desarrollado mapas ecológicos y forestales mundiales que dan una definición espacial y estadística, proporcionando una visión de la cubierta forestal mundial, lo que proporciona un medio importante para agregar información global sobre los recursos naturales de acuerdo con sus características ecológicas.
El siguiente mapa está inspirado en las zonas ecológicas o ecozonas de la FAO:

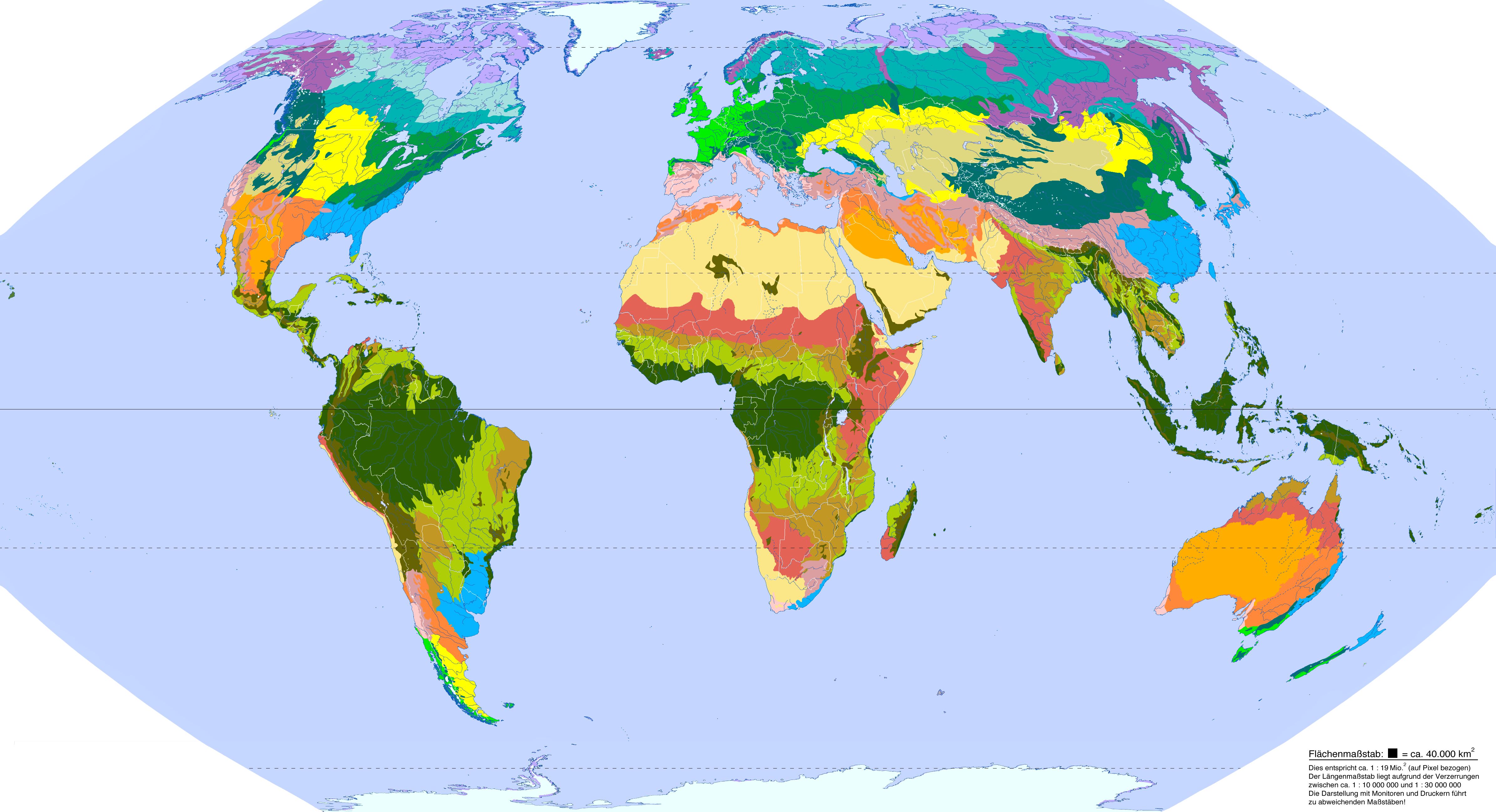
Mapa global de las zonas ecológicas.

| Polar y boreal | Templado           | Subtropical   | Tropical      |
| -------------- | ------------------ | ------------- | ------------- |
| Hielo          | Desierto           | Desierto      | Desierto      |
| Tundra         | Estepa             | Estepa        | Matorral      |
| Taiga-tundra   | Bosque continental | Bosque seco   | Bosque seco   |
| Taiga          | Bosque oceánico    | Bosque húmedo | Bosque-sabana |
|                |                    |               | Selva         |
| de montaña     | de montaña         | de montaña    | de montaña    |